# Souheïl Ben Radhia
Souheïl Ben Radhia, Suhajl ibn Radija (ar. سهيل بن راضية, ur. 26 sierpnia 1985 w Bizercie) – tunezyjski piłkarz występujący na pozycji bocznego obrońcy, były reprezentant kraju.

## Życiorys
Karierę piłkarską Ben Radhia rozpoczął w CA Bizertin. W 2003 roku zadebiutował w jego barwach w rozgrywkach Championnat de Tunisie, a rok później zdobył z zespołem Puchar Ligi Tunezyjskiej. W 2005 roku Ben Radhia przeszedł do Espérance Tunis. Po roku gry, został z tym klubem mistrzem Tunezji oraz wywalczył krajowy puchar. W 2007 roku rozegrał tylko jeden ligowy mecz, ponownie zdobywając z Espérance Puchar Tunezji. Jeszcze tego samego roku wrócił na krótki okres do CA Bizertin.
Na początku 2008 roku Ben Radhia został piłkarzem Étoile Sportive du Sahel. Podczas pobytu w tej drużynie, jego największymi sukcesami był występ w finale krajowego pucharu oraz triumf w Superpucharze Afryki.
W marcu 2010 roku przeniósł się do Widzewa Łódź, z którym podpisał 2,5-letni kontrakt. W barwach „Czerwono-biało-czerwonych” zadebiutował 27 marca w spotkaniu z Motorem Lublin. Z łódzkim klubem wywalczył awans do Ekstraklasy, a w najwyższej klasie rozgrywkowej zagrał po raz pierwszy 24 października 2010 roku przeciwko Jagiellonii Białystok. Ben Radhia reprezentował Widzew przez trzy lata, rozgrywając 32 mecze. Po zakończeniu sezonu 2011/2012 ponownie został zawodnikiem CA Bizertin. W ciągu sezonu rozegrał tylko jeden mecz, ale zdobył Puchar Tunezji.

## Kariera klubowa
| Sezon       | Klub                     | Kraj    | Rozgrywki   | Mecze | Bramki |
| ----------- | ------------------------ | ------- | ----------- | ----- | ------ |
| 2003/04     | CA Bizertin              | Tunezja |             | -     | -      |
| 2004/05     | CA Bizertin              | Tunezja |             | -     | -      |
| 2005/06     | Espérance Tunis          | Tunezja | CLP-1       | 7     | 0      |
| 2006/07     | Espérance Tunis          | Tunezja | CLP-1       | 1     | 0      |
| 2007/08 (j) | CA Bizertin              | Tunezja | CLP-1       | -     | -      |
| 2007/08 (w) | Étoile Sportive du Sahel | Tunezja | CLP-1       | -     | -      |
| 2008/09     | Étoile Sportive du Sahel | Tunezja | CLP-1       | 7     | 1      |
| 2009/10 (j) | Étoile Sportive du Sahel | Tunezja | CLP-1       | 8     | 0      |
| 2009/10 (w) | Widzew Łódź              | Polska  | I liga      | 9     | 0      |
| 2010/11     | Widzew Łódź              | Polska  | Ekstraklasa | 12    | 0      |
| 2011/12     | Widzew Łódź              | Polska  | Ekstraklasa | 11    | 0      |
| 2012/13     | CA Bizertin              | Tunezja | CLP-1       | 1     | 0      |

## Kariera reprezentacyjna
Ben Radhia zadebiutował w reprezentacji Tunezji w 2008 roku, choć był to mecz nieoficjalny i nie jest uwzględniany przez FIFA. W Pucharze Narodów Afryki 2010 zagrał w jednym meczu - z Gabonem (0:0).